# Đạt Nhĩ Hán
Đạt Nhĩ Hãn  (tiếng Mãn: ᡩᠠᡵᡥᠠᠨ, Möllendorff: darhan, giản thể: 达尔汉; phồn thể: 達爾漢, 1590 – 1644) là một tướng lĩnh thời Hậu Kim và đầu thời nhà Thanh trong lịch sử Trung Quốc. Ban đầu ông thuộc Mãn Châu Tương Hoàng Kỳ, sau đổi thành Mãn Châu Chính Lam Kỳ.

## Cuộc đời
Đạt Nhĩ Hán còn được phiên âm là Đạt Nhĩ Cáp (达尔哈) sinh vào năm Minh Vạn Lịch thứ 18 (1590), là con trai của Dương Thư thuộc Quách Lạc La thị cùng Triêm Hà Cô – em gái Nỗ Nhĩ Cáp Xích. Vào thời Thái Tổ, ông theo cha là Dương Thư quy phụ Hậu Kim, nhậm chức Ngưu lục ngạch nhân. Sau khi cưới con gái thứ hai của Nỗ Nhĩ Cáp Xích là Nộn Triết Cách cách, Đạt Nhĩ Hãn trở thành Ngạch phò của Hậu Kim. Năm Thiên Mệnh thứ 4 (1619), ông theo Nỗ Nhĩ Cáp Xích diệt Diệp Hách bộ, có công giết được Diệp Hách Bối lặc Kim Đài Thạch, được phong thế chức Nhất đẳng Phó Tướng tương đương với Nhất đẳng Nam.
Năm 1626, Hoàng Thái Cực kế vị ngôi Khả hãn, Đạt Nhĩ Hãn trở thành là một trong tám đại thần tổng quản sự vụ Bát kỳ, nhậm chức Cố sơn Ngạch chân, thống lĩnh Mãn Châu Tương Hoàng kỳ. Ông cùng với Đại Bối lặc Đại Thiện chinh phạt Trát Lỗ Đặc bộ, bắt được Trát Lỗ Đặc Thai Cát; lại phạt Đống Quỹ bộ, bắt được 3 người Tháp Bố Nang Cổ Mục Sở Hách Nhĩ, Đỗ Khách Nhĩ, Đại Thanh Đa Nhĩ Tể, tấn Tam đẳng Tổng Binh Quan tương đương với Tam đẳng Tử. Năm Thiên Thông nguyên niên (1627), ông theo Bối lặc A Mẫn chinh phạt Triều Tiên, tấn công vào Nghĩa Châu, Định Châu, An Châu, trảm Phủ doãn. Trong những năm sau đó, ông liên tục theo quân đội triều Thanh đánh chiếm nhiều nơi như đánh vào Tuân Hóa cùng Hoàng Thái Cực năm 1629, vây công Đại Lăng Hà, Tuân Hóa, Cẩm Châu cùng Tế Nhĩ Cáp Lãng vào năm 1631, hai lần chinh phạt Sát Cáp Nhĩ bộ vào năm 1632 và 1634, chiếm được đến Tuyên Phủ (nay là thành phố Tuyên Hóa, tỉnh Hà Bắc).
Năm Sùng Đức nguyên niên (1636), ông theo A Tế Cách phạt Minh, tấn Nhất đẳng Tổng Binh Quan. Năm thứ 2 (1637), lại xuất chinh Triều Tiên, bởi vì uống rượu, làm việc trái luật mà bị hoạch tội. Năm thứ 6 (1641), bao vây Cẩm Châu, vì ông không tham gia ngự tiền hội nghị mà bị bãi nhậm, đoạt thế chức. Năm Thuận Trị nguyên niên (1644), Đạt Nhĩ Hán qua đời vì bệnh, thọ 55 tuổi.

## Gia đình
- Chính thê: Nộn Triết Cách cách
- Con trai:
  1. Tắc Thần (塞臣)
  2. Lặc Bối (勒貝, ? – 1682), là một tướng lĩnh thời Khang Hi. Ông từng tham gia vào cuộc bình Loạn Tam Phiên, nhậm Trấn Nam Tướng quân, đánh bại tàn quân và buộc Ngô Thế Phan tự sát, liên tiếp lập nhiều công lao cho nhà Thanh. Ông từng nhậm Nhất đẳng Thị vệ, kiêm chức Tá lĩnh quản lý sự vụ trong Ngưu lục. Về sau dần thăng lên Đô thống Chính Lam kỳ của Mãn Châu và Mông Cổ.[4]